# I Miss You (singel DMX-a)
I Miss You – wydany 18 grudnia 2001 singel amerykańskiego rapera DMX-a. Promuje on album "The Great Depression".
"I Miss You" to piosenka nagrana na pamiątkę zmarłej babci DMX-a. Raper opowiada w utworze o niej i o tym jak go wspierała w jego dzieciństwie. W "I Miss You" wystąpiła gościnnie Faith Evans, głównie śpiewając w refrenie. Podkład został wykonany przez Kidd Bold. Do utworu został nagrany klip. Głównie rozgrywa się on: w kościele (na uroczystości pogrzebowej) i na cmentarzu.
B-Sidem "I Miss You" jest kolejna piosenka z albumu, "Number 11". Jest to utwór o nieokreślonej tematyce. Podkład został skomponowany przez PK.

## Lista utworów

### CD1
1. "I Miss You" (Radio)
2. "I Miss You" (Dirty)
3. "I Miss You" (Instrumental)

### CD2
1. "Number 11" (Radio)
2. "Number 11" (Dirty)
3. "Number 11" (Instrumental)